# Fatež
Fatež in russo Фатеж?, (anche traslitterato come Fatezh) è una cittadina della Russia occidentale, nell'oblast' di Kursk; è capoluogo del distretto omonimo. Si trova lungo il corso del piccolo fiume Usoža, una cinquantina di chilometri a nord del capoluogo Kursk.
Fondata nel XVII secolo, ricevette lo status di città nel 1779 dalla zarina Caterina II.
Qua nacque il compositore Georgij Vasil'evič Sviridov.

## Società

### Evoluzione demografica
Fonte: mojgorod.ru
- 1897: 5.000
- 1939: 3.400
- 1970: 4.800
- 1989: 5.700
- 2002: 5.710
- 2006: 5.400